# Aunty Donna

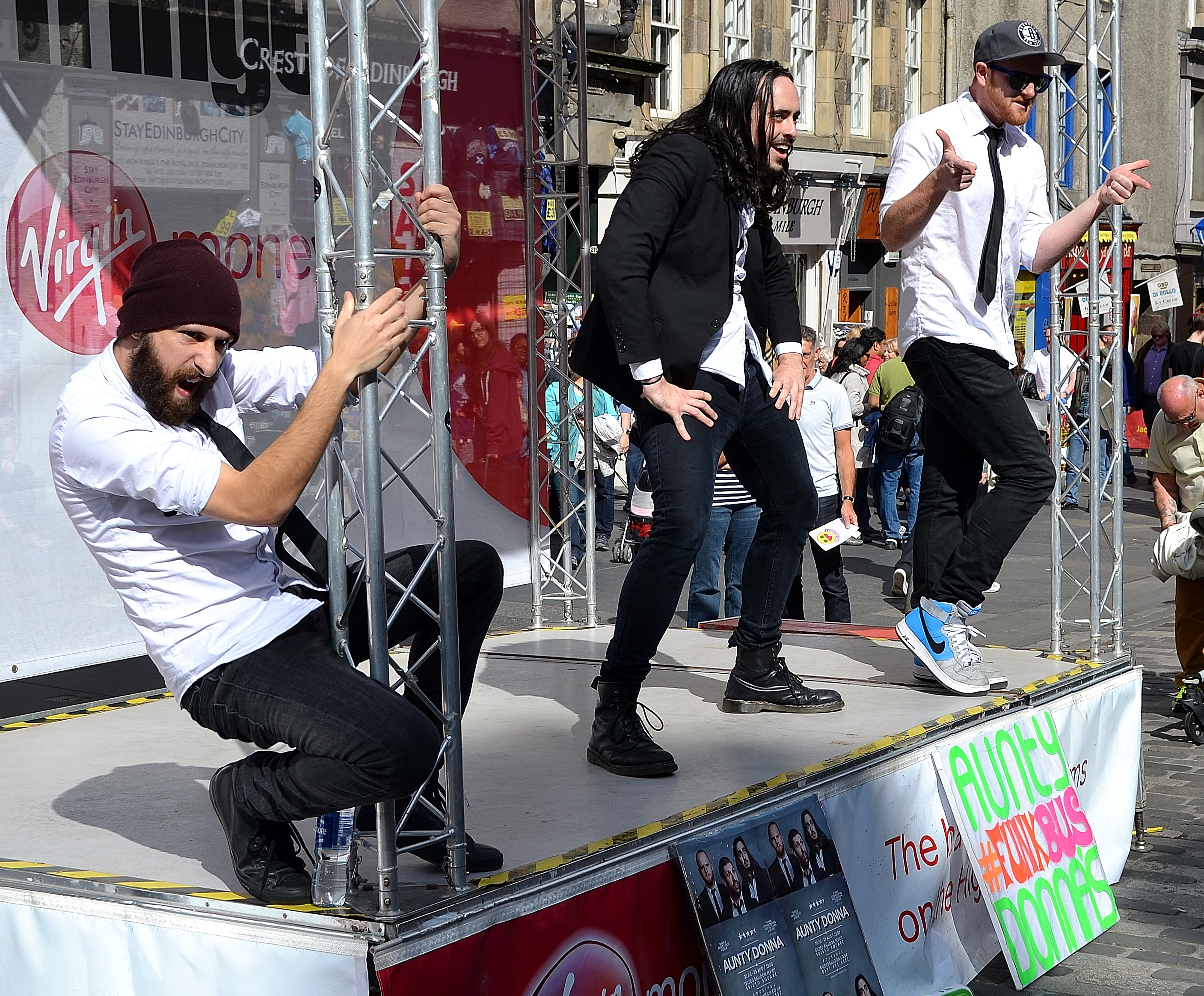
Aunty Donna la Festivalul Fringe de la Edinburgh din 2014: Mark Samual Bonanno, Zachary Ruane, Broden Kelly

Aunty Donna este un grup de comedie de umor suprarealist australian din Melbourne. Grupul este format din Mark Samual Bonanno, Broden Kelly și Zachary Ruane ca scriitori și interpreți; regizorul/scriitorul Sam Lingham; cineastul Max Miller și compozitorul Tom Armstrong. Adrian Dean și Joe Kosky sunt foști membri care au părăsit grupul să urmeze o carieră în drept și, respectiv, în teatru muzical. Grupul a concertat la Festivalul Fringe de la Edinburgh, Festivalul International de Comedie de la Melbourne și Festivalul Fringe de la Melbourne.
Aunty Donna a fost inițial format în 2011 după ce membrii săi s-au întâlnit la Academia de Arte a Universității Ballarat.
În aprilie 2012, a avut loc spectacolul lor de debut, Aunty Donna in Pantsuits, care a fost nominalizat la Premiul Golden Gibbo la Festivalul International de Comedie de la Melbourne.

## Spectacole live
| An   | Spectacol                                               | Turneu |
| ---- | ------------------------------------------------------- | --- |
| 2012 | Aunty Donna in Pantsuits                                | Melbourne International Comedy Festival |
| 2012 | Aunty Donna and the Fax Machine Shop (A Murder Mystery) | Melbourne Fringe Festival |
| 2013 | Aunty Donna and the Fax Machine Shop                    | Melbourne International Comedy Festival |
| 2013 | Aunty Donna (Best Of)                                   | Sydney (Factory Theatre) |
| 2014 | Aunty Donna's World's Greatest Showbag                  | Melbourne International Comedy Festival |
| 2014 | Aunty Donna (Best Of)                                   | Edinburgh Festival Fringe |
| 2015 | Aunty Donna (Self Titled)                               | Melbourne International Comedy Festival, Sydney Comedy Festival, Edinburgh Festival Fringe, London (Soho Theatre), Turneu regional britanic |
| 2016 | Aunty Donna: New Show                                   | Melbourne International Comedy Festival, Sydney Comedy Festival, Brisbane Comedy Festival, Perth Fringe, New Zealand International Comedy Festival, Edinburgh Festival Fringe, London (Soho Theatre), America de Nord                                       |
| 2017 | Aunty Donna: Big Boys                                   | Melbourne International Comedy Festival, Canberra Comedy Festival, Sydney Comedy Festival, Brisbane Comedy Festival, Perth Fringe, New Zealand International Comedy Festival, Edinburgh Festival Fringe, London (Leicester Square Theatre), America de Nord |
| 2018 | Aunty Donna: Glennridge Secondary College               | Melbourne International Comedy Festival, Canberra Comedy Festival, Sydney Comedy Festival, New Zealand International Comedy Festival |
| 2018 | Aunty Donna: The Album Tour                             | Turneu australian |
| 2019 | Aunty Donna: Glennridge Graduation Party                | Turneu australian |